# Leo Karel Habsbursko-Lotrinský
Leo Karel Habsbursko-Lotrinský německy: Erzherzog Leo Karl Maria Kyrill Method von Habsburg-Lothringen (5. července 1893, Pula – 28. dubna 1939, Bestwina) byl rakouský arcivévoda z těšínské linie Habsbursko-Lotrinské dynastie.

## Život
Byl pátým ze šesti dětí arcivévodcovského páru Karla Štěpána Těšínského a jeho ženy z toskánské linie rodu, Marie Terezie.
Byl jedním z absolventů Tereziánské vojenské akademie. Během první světové války byl poručíkem a posléze rytmistrem hulánů. Žil převážně v Polsku a Polákem se i cítil být. Byl pro obnovu Polského království.
Svá raná léta strávil na Istrii, navštěvoval střední školu ve Vídni a poté se s rodinou přestěhoval na jejich panství v Saybuschi v západní Haliči.
Během první světové války sloužil jako kapitán na východní frontě. V roce 1915 obdržel Řád zlatého rouna. Během války byli jeho otec a starší bratr Karel Albrecht uchazeči o trůn Polského království. Jeho mladší bratr Vilém byl uchazeč o ukrajinský trůn.
Po roce 1918 se Habsburkové ubytovali na svém zámku Żywiec v Saybuschi v obnoveném Polsku. Arcivévoda Leo Karl přijal polské občanství a jméno Leon Karol Habsburg-Lotaryński. Byl přijat jako důstojník polské armády poté, co se v listopadu 1918 přihlásil. Bojoval ve válkách proti Ukrajině (1919) a proti sovětskému Rusku (1920). Leon zde dosáhl hodnosti kapitána 17. pluku hulánů se sídlem v Lešně.
Ministerstvo zemědělství a státních statků ve Varšavě nařídilo 28. února 1919 státní správu majetku Habsburků. Konfiskované rodinné statky v Żywieci (53 263 hektarů půdy, včetně 48 446 hektarů lesa) a Bestwina byly vráceny v roce 1924 poté, co je Karel Štěpán převedl na polské důstojníky Leo Karla a Karla Albrechta. I španělský král Alfonso XIII., bratranec Lea Karla, intervenoval v tomto smyslu u polského prezidenta.
V roce 1922 se Leo oženil s Marií Klothilde von Thuillières,hraběnkou de Montjoye-Vaufrey et de la Roche ve Vídni. Z manželství vzešlo pět dětí. V roce 1934 získal z otcova dědictví panství Bestwina v polském Horním Slezsku, kde se usadil se svou rodinou. Tam zemřel na tuberkulózu ve věku 45 let.

## Manželství a potomci
V roce 1922 se jeho ženou stala rakouská šlechtična Marie Klotilda z Thuillières, hraběnka de Montjoye-Vaufrey et de la Roche (1893–1978). Z důvodu morganatického manželství užívají potomci titulu hrabata z Habsburku. Pár měl pět dětí:
- Marie Deziderie (1923–1988)
- Matylda (1924–2000)
- Alžběta (* 1927)
- Leo Štěpán, hrabě z Habsburku (1928-2020)
- Hugo Karel (1930–1981)

## Vývod z předků
|                                  |                                              |  |                          |                                              |  |  |  |  |  |  |  | Leopold II. |
|                                  |                                              |  |                          |                                              |  |  |  |  |  |  |  |             |
|                                  | Karel Ludvík Rakousko-Těšínský               |  |                          |                                              |  |  |  |  |  |  |  |             |
|                                  |                                              |  |                          |                                              |  |  |  |  |  |  |  |             |
|                                  |                                              |  |                          | Marie Ludovika Španělská                     |  |  |  |  |  |  |  |             |
|                                  |                                              |  |                          |                                              |  |  |  |  |  |  |  |             |
|                                  | Karel Ferdinand Rakousko-Těšínský            |  |                          |                                              |  |  |  |  |  |  |  |             |
|                                  |                                              |  |                          |                                              |  |  |  |  |  |  |  |             |
|                                  |                                              |  |                          | Fridrich Vilém Nasavsko-Weilburský           |  |  |  |  |  |  |  |             |
|                                  |                                              |  |                          |                                              |  |  |  |  |  |  |  |             |
|                                  | Jindřiška Nasavsko-Weilburská                |  |                          |                                              |  |  |  |  |  |  |  |             |
|                                  |                                              |  |                          |                                              |  |  |  |  |  |  |  |             |
|                                  |                                              |  |                          | Luisa Isabela z Kirchbergu                   |  |  |  |  |  |  |  |             |
|                                  |                                              |  |                          |                                              |  |  |  |  |  |  |  |             |
|                                  | Karel Štěpán Rakousko-Těšínský               |  |                          |                                              |  |  |  |  |  |  |  |             |
|                                  |                                              |  |                          |                                              |  |  |  |  |  |  |  |             |
|                                  |                                              |  |                          | Leopold II.                                  |  |  |  |  |  |  |  |             |
|                                  |                                              |  |                          |                                              |  |  |  |  |  |  |  |             |
|                                  | Josef Habsbursko-Lotrinský                   |  |                          |                                              |  |  |  |  |  |  |  |             |
|                                  |                                              |  |                          |                                              |  |  |  |  |  |  |  |             |
|                                  |                                              |  |                          | Marie Ludovika Španělská                     |  |  |  |  |  |  |  |             |
|                                  |                                              |  |                          |                                              |  |  |  |  |  |  |  |             |
|                                  | Alžběta Františka Marie Habsbursko-Lotrinská |  |                          |                                              |  |  |  |  |  |  |  |             |
|                                  |                                              |  |                          |                                              |  |  |  |  |  |  |  |             |
|                                  |                                              |  |                          | Ludvík Württemberský                         |  |  |  |  |  |  |  |             |
|                                  |                                              |  |                          |                                              |  |  |  |  |  |  |  |             |
|                                  | Marie Dorotea Württemberská                  |  |                          |                                              |  |  |  |  |  |  |  |             |
|                                  |                                              |  |                          |                                              |  |  |  |  |  |  |  |             |
|                                  |                                              |  |                          | Henrietta Nasavsko-Weilburská                |  |  |  |  |  |  |  |             |
|                                  |                                              |  |                          |                                              |  |  |  |  |  |  |  |             |
| 'Leo Karel Habsbursko-Lotrinský' |                                              |  |                          |                                              |  |  |  |  |  |  |  |             |
|                                  |                                              |  |                          |                                              |  |  |  |  |  |  |  |             |
|                                  |                                              |  | Ferdinand III. Toskánský |                                              |  |  |  |  |  |  |  |             |
|                                  |                                              |  |                          |                                              |  |  |  |  |  |  |  |             |
|                                  | Leopold II. Toskánský                        |  |                          |                                              |  |  |  |  |  |  |  |             |
|                                  |                                              |  |                          |                                              |  |  |  |  |  |  |  |             |
|                                  |                                              |  |                          | Luisa Marie Amélie Tereza Neapolsko-Sicilská |  |  |  |  |  |  |  |             |
|                                  |                                              |  |                          |                                              |  |  |  |  |  |  |  |             |
|                                  | Karel Salvátor Rakousko-Toskánský            |  |                          |                                              |  |  |  |  |  |  |  |             |
|                                  |                                              |  |                          |                                              |  |  |  |  |  |  |  |             |
|                                  |                                              |  |                          | František I. Neapolsko-Sicilský              |  |  |  |  |  |  |  |             |
|                                  |                                              |  |                          |                                              |  |  |  |  |  |  |  |             |
|                                  | Marie Antonie Neapolsko-Sicilská             |  |                          |                                              |  |  |  |  |  |  |  |             |
|                                  |                                              |  |                          |                                              |  |  |  |  |  |  |  |             |
|                                  |                                              |  |                          | Marie Izabela Španělská                      |  |  |  |  |  |  |  |             |
|                                  |                                              |  |                          |                                              |  |  |  |  |  |  |  |             |
|                                  | Marie Tereza Habsbursko-Lotrinská            |  |                          |                                              |  |  |  |  |  |  |  |             |
|                                  |                                              |  |                          |                                              |  |  |  |  |  |  |  |             |
|                                  |                                              |  |                          | František I. Neapolsko-Sicilský              |  |  |  |  |  |  |  |             |
|                                  |                                              |  |                          |                                              |  |  |  |  |  |  |  |             |
|                                  | Ferdinand II. Neapolsko-Sicilský             |  |                          |                                              |  |  |  |  |  |  |  |             |
|                                  |                                              |  |                          |                                              |  |  |  |  |  |  |  |             |
|                                  |                                              |  |                          | Marie Isabela Španělská                      |  |  |  |  |  |  |  |             |
|                                  |                                              |  |                          |                                              |  |  |  |  |  |  |  |             |
|                                  | Marie Imakuláta Neapolsko-Sicilská           |  |                          |                                              |  |  |  |  |  |  |  |             |
|                                  |                                              |  |                          |                                              |  |  |  |  |  |  |  |             |
|                                  |                                              |  |                          | Karel Ludvík Rakousko-Těšínský               |  |  |  |  |  |  |  |             |
|                                  |                                              |  |                          |                                              |  |  |  |  |  |  |  |             |
|                                  | Marie Terezie Izabela Rakousko-Těšínská      |  |                          |                                              |  |  |  |  |  |  |  |             |
|                                  |                                              |  |                          |                                              |  |  |  |  |  |  |  |             |
|                                  |                                              |  |                          | Jindřiška Nasavsko-Weilburská                |  |  |  |  |  |  |  |             |
|                                  |                                              |  |                          |                                              |  |  |  |  |  |  |  |             |